# Himani Bannerji
Himani Bannerji (Sylhet, 1942) es una escritora, socióloga y filósofa canadiense.

## Biografía

### Primeros años
Nació en la presidencia bengalí de la India británica. Estudió en Calcuta y obtuvo una licenciatura y una maestría. Su tesis se completó en 1988 con el título: La política de representación: un estudio de clases y lucha de clases en el teatro político de Bengala Occidental. Recibió su licenciatura y maestría en inglés de la Universidad Visva-Bharati y la Universidad Jadavpur respectivamente, y su maestría y doctorado por la Universidad de Toronto. 

### Carrera
Enseña en el Departamento de Sociología, el Programa de Posgrado en Pensamiento Social y Político y el Programa de Posgrado en Estudios de la Mujer de la Universidad York en Canadá. También es conocida por su trabajo activista y su poesía.
Trabaja en las áreas de la teoría marxista, feminista y antirracista.  Está especialmente enfocada en leer el discurso colonial a través del concepto de ideología de Karl Marx y en elaborar un análisis reflexivo de género, raza y clase. También da muchas conferencias sobre la mirada y la otredad y el silenciamiento de las mujeres marginadas.
Su novela, Coloured Pictures, enseña a los niños a enfrentar el racismo.
Además de su trabajo en la academia, también ha publicado en diversos lugares para llegar a diferentes audiencias. Dos de sus artículos han sido publicados en la revista Rungh.